# Chu Tiểu Đan
Chu Tiểu Đan (tiếng Trung: 朱小丹; bính âm: Zhū Xiǎodān; Việt bính: Zyu1 Siu2Daan1; sinh tháng 1 năm 1953) là chính khách nước Cộng hòa Nhân dân Trung Hoa. Ông từng là Phó Bí thư Tỉnh ủy Quảng Đông, Tỉnh trưởng Chính phủ Nhân dân tỉnh Quảng Đông từ năm 2011 đến năm 2016. Ông được bổ nhiệm làm Phó Tỉnh trưởng Chính phủ Nhân dân tỉnh Quảng Đông vào tháng 2 năm 2010 và trở thành quyền Tỉnh trưởng Chính phủ nhân dân tỉnh Quảng Đông vào tháng 11 năm 2011 sau khi người tiền nhiệm Hoàng Hoa Hoa từ chức. Chu Tiểu Đan đã dành toàn bộ sự nghiệp chính trị của mình ở tỉnh Quảng Đông. Tháng 1 năm 2012, ông chính thức được bầu làm Tỉnh trưởng Chính phủ Nhân dân tỉnh Quảng Đông.

## Tiểu sử

### Thân thế
Chu Tiểu Đan là người Hán sinh tháng 1 năm 1953 tại thành phố Quảng Châu, tỉnh Quảng Đông, quê quán ở Ôn Châu, tỉnh Chiết Giang.

### Giáo dục
Tháng 9 năm 1995 đến tháng 7 năm 1998, ông theo học chuyên ngành quản lý kinh tế lớp nghiên cứu sinh tại chức, Viện Nghiên cứu sinh thuộc Trường Đảng Trung ương Đảng Cộng sản Trung Quốc.

### Sự nghiệp
Tháng 8 năm 1971, Chu Tiểu Đan tham gia công tác làm công nhân nhà máy nhạc cụ Quảng Đông ở thành phố Quảng Châu và từng đảm nhiệm Bí thư Chi bộ Đoàn nhà máy nhạc cụ Quảng Đông, Phó Bí thư Đoàn Thanh niên Cộng sản tổng nhà máy nhạc cụ Quảng Đông. Tháng 12 năm 1975, Chu Tiểu Đan gia nhập Đảng Cộng sản Trung Quốc.
Tháng 9 năm 1977, Chu Tiểu Đan về làm cán bộ Đoàn Thanh niên Cộng sản Thành ủy Quảng Châu tức Thành Đoàn Quảng Châu và được bổ nhiệm làm Phó Chủ nhiệm Văn phòng Thành Đoàn Quảng Châu rồi Chủ nhiệm Văn phòng Thành Đoàn Quảng Châu.
Tháng 10 năm 1982, ông được bổ nhiệm giữ chức Phó Bí thư Ban Cán sự Đảng Đoàn Thanh niên Cộng sản Thành ủy Quảng Châu, Phó Bí thư Đoàn Thanh niên Cộng sản Thành ủy Quảng Châu tức Phó Bí thư Thành Đoàn Quảng Châu. Tháng 9 năm 1984, ông được bổ nhiệm làm quyền Bí thư Ban Cán sự Đảng Đoàn Thanh niên Cộng sản Thành ủy Quảng Châu, quyền Bí thư Đoàn Thanh niên Cộng sản Thành ủy Quảng Châu. Tháng 9 năm 1985, ông chính thức được bổ nhiệm giữ chức Bí thư Ban Cán sự Đảng Đoàn Thanh niên Cộng sản Thành ủy Quảng Châu, Bí thư Đoàn Thanh niên Cộng sản Thành ủy Quảng Châu tức Bí thư Thành Đoàn Quảng Châu kiêm Phó Chủ tịch Hội Liên hiệp thanh niên tỉnh Quảng Đông, Chủ tịch Hội Liên hiệp thanh niên thành phố Quảng Châu.
Tháng 11 năm 1987, Chu Tiểu Đan được luân chuyển làm Bí thư Huyện ủy Tùng Hóa, tỉnh Quảng Đông. Tháng 9 năm 1991, ông được bổ nhiệm giữ chức Phó Tổng Thư ký Thành ủy Quảng Châu. Tháng 12 năm 1991, Chu Tiểu Đan được bầu làm Uỷ viên Ban Thường vụ Thành ủy Quảng Châu kiêm Trưởng Ban Tuyên truyền Thành ủy Quảng Châu. Tháng 12 năm 1996, ông được bổ nhiệm giữ chức Phó Bí thư Thành ủy Quảng Châu kiêm Trưởng Ban Tuyên truyền Thành ủy Quảng Châu. Tháng 2 năm 1999, ông thôi kiêm nhiệm chức vụ Trưởng Ban Tuyên truyền Thành ủy Quảng Châu.
Tháng 5 năm 2002, Chu Tiểu Đan được bổ nhiệm làm Phó Trưởng Ban Thường trực Ban Công tác Mặt trận thống nhất Tỉnh ủy Quảng Đông. Tháng 9 năm 2002, ông được bổ nhiệm giữ chức Trưởng Ban Công tác Mặt trận thống nhất Tỉnh ủy Quảng Đông. Tháng 1 năm 2003, ông được bầu kiêm nhiệm chức vụ Phó Chủ tịch Ủy ban Hội nghị Hiệp thương Chính trị nhân dân Trung Quốc tỉnh Quảng Đông.
Tháng 12 năm 2003, ông được bầu làm Ủy viên Ban Thường vụ Tỉnh ủy Quảng Đông kiêm Trưởng Ban Tuyên truyền Tỉnh ủy Quảng Đông, Phó Chủ tịch Ủy ban Hội nghị Hiệp thương Chính trị nhân dân Trung Quốc tỉnh Quảng Đông. Tháng 2 năm 2004, ông từ chức Phó Chủ tịch Ủy ban Hội nghị Hiệp thương Chính trị nhân dân Trung Quốc tỉnh Quảng Đông.
Tháng 7 năm 2006, Chu Tiểu Đan được luân chuyển làm Ủy viên Ban Thường vụ Tỉnh ủy Quảng Đông kiêm Bí thư Thành ủy Quảng Châu thay cho ông Lâm Thụ Sâm. Tháng 1 năm 2007, ông được bầu kiêm nhiệm chức vụ Chủ nhiệm Ủy ban Thường vụ Đại hội đại biểu nhân dân thành phố Quảng Châu. Ngày 21 tháng 10 năm 2007, tại Đại hội Đảng Cộng sản Trung Quốc lần thứ 17, ông được bầu làm Ủy viên dự khuyết Ủy ban Trung ương Đảng Cộng sản Trung Quốc khóa XVII.
Tháng 2 năm 2010, Chu Tiểu Đan được bổ nhiệm làm Ủy viên Ban Thường vụ Tỉnh ủy, Phó Tỉnh trưởng Chính phủ nhân dân tỉnh Quảng Đông thay cho ông Hoàng Long Vân kiêm Bí thư Thành ủy Quảng Châu, Chủ nhiệm Ủy ban Thường vụ Đại hội đại biểu nhân dân thành phố Quảng Châu. Tháng 4 năm 2010, ông được bổ nhiệm giữ chức Ủy viên Ban Thường vụ Tỉnh ủy, Phó Tỉnh trưởng Thường trực Chính phủ nhân dân tỉnh Quảng Đông đồng thời thôi kiêm nhiệm chức vụ Bí thư Thành ủy Quảng Châu, Chủ nhiệm Ủy ban Thường vụ Đại hội đại biểu nhân dân thành phố Quảng Châu.
Ngày 4 tháng 11 năm 2011, Chu Tiểu Đan được bổ nhiệm làm Phó Bí thư Tỉnh ủy Quảng Đông, quyền Tỉnh trưởng Chính phủ nhân dân tỉnh Quảng Đông thay cho ông Hoàng Hoa Hoa. Ngày 17 tháng 1 năm 2012, ông chính thức được bầu giữ chức vụ Tỉnh trưởng Chính phủ nhân dân tỉnh Quảng Đông. Ngày 14 tháng 1 năm 2012, tại phiên bế mạc của Đại hội Đảng Cộng sản Trung Quốc lần thứ 18, Chu Tiểu Đan được bầu làm Ủy viên Ủy ban Trung ương Đảng Cộng sản Trung Quốc khóa XVIII.
Ngày 30 tháng 12 năm 2016, Chu Tiểu Đan được miễn nhiệm chức vụ Tỉnh trưởng Chính phủ Nhân dân tỉnh Quảng Đông, kế nhiệm ông là Mã Hưng Thụy.
Ngày 24 tháng 2 năm 2017, Chu Tiểu Đan được bổ nhiệm làm Phó Chủ nhiệm Ủy ban Kinh tế Tài chính của Đại hội đại biểu Nhân dân toàn quốc (Quốc hội Trung Quốc) khóa XII nhiệm kỳ 2013 đến năm 2018.
Tháng 1 năm 2018, ông được bầu làm Ủy viên Ủy ban Toàn quốc Hội nghị Hiệp thương Chính trị Nhân dân Trung Quốc khóa XIII nhiệm kỳ 2018 đến năm 2023.

## Cuộc sống cá nhân
Chu Tiểu Đan là một fan hâm mộ của câu lạc bộ bóng đá Quảng Châu Hằng Đại Đào Bảo.